# アサイーオイル
アサイーオイル(Açaí oil)は、アマゾン熱帯雨林で育つアサイーの果実から得られる油である。この油は、バニリン酸、シリング酸、4-ヒドロキシ安息香酸、プロトカテク酸、フェルラ酸等のフェノール成分、(+)-カテキンや様々なプロシアニジンオリゴ糖等を豊富に含む。
アサイーオイルの色は緑色で、香りはない。脂肪酸としては、オレイン酸とパルミチン酸を多く含む。
| 脂肪酸           | 含量(%) |
| ---------------- | ------- |
| パルミチン酸     | 22.0%   |
| ステアリン酸     | 2.0%    |
| アラキドン酸     | 2.5%    |
| パルミトレイン酸 | 2.0%    |
| オレイン酸       | 60.0%   |
| リノール酸       | 12.0%   |